# Dějiny Súdánu

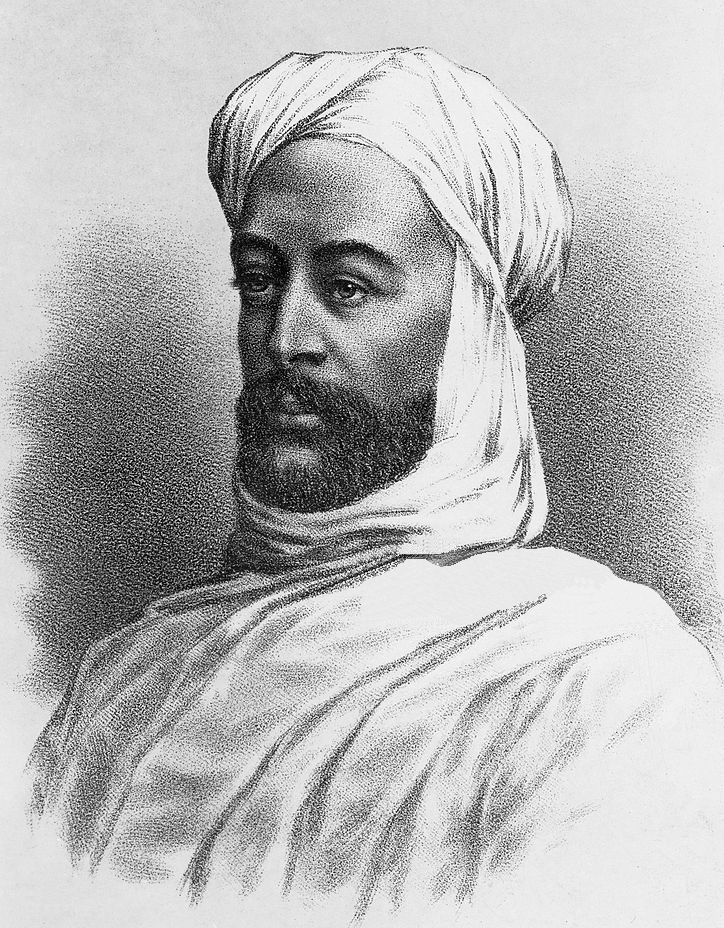
Al-Mahdí

Dějiny Súdánu díky nálezům lidského osídlení ze starší doby kamenné patří k nejdelším na světě. Pravěké pohřebiště nalezené v severním Súdánu, známé jako Pohřebiště 117, odhaluje nejstarší nálezy lidského válečnictví, datované do 12. tisíciletí před naším letopočtem. V 8. tisíciletí př. n. l. se neolitičtí lidé přiklonili k usedlému způsobu života v opevněných sídlištích. Ve starověku se Núbie, historická část severního Súdánu, stala jádrem vyspělé kúšitské civilizace, která díky intenzivním vztahům s Egyptem přejala mnoho prvků z jeho kultury, ale zachovala si vlastní ráz. Nástupcem kúšitského států se stalo Merojské království, které si dokázalo uchovat nezávislost navzdory tlaku Římanů. Ve 4. století nicméně podlehlo křesťanské Aksumské říši s centrem v Etiopii.
Na troskách merojského státu vyrostla tři nová núbijská království, která byla záhy christianizována: severní Nobatie, Makúrie a nejjižnější Alódie. Nobatie byla v 7. století pohlcena Makúrií a stala se její provincií. Makúrie nadále dokázala odolat i expanzi muslimských Arabů. Alódie i Makúrie si tak uchovaly křesťanství jako dominantní náboženství, ačkoliv byly zcela odříznuty od zbytku křesťanského světa. Makúrie egyptským mamlúkům podlehla ve 14. století a Alódie byla zdolána muslimskými Fundži až počátkem 16. století, kteří v Núbii založili Sennarský sultanát, zatímco v Darfúru se rozkládal Dárfúrský sultanát.
V roce 1820 oblast dobyla Osmanská říše. Se vzestupem Muhammada Alího v Egyptě Súdán přešel pod egyptskou kontrolu. V 80. letech 19. století v Súdánu vypuklo povstání vedené Al-Mahdím, které však bylo potlačeno egyptskými a britskými silami a v roce 1899 byl Súdán prohlášen kondominiem pod anglo-egyptskou správou. Již za kondominia se projevily rozpory mezi převážně arabským a muslimským súdánským severem a černošským jihem. V roce 1953 započaly přípravy k vyhlášení nezávislost, která byla vyhlášena roku 1956. Neshody mezi severem a jihem však vypukly v občanskou válku a politickou i hospodářskou nestabilitu země. V roce 1969 se moci chopil pučem Džafar Muhammad an-Numairí, za jeho vlády byla ukončena první občanská válka. V roce 1983 však súdánská lidově osvobozenecká armáda zahájila na jihu druhou občanskou válku. Roku 1985 byl svržen Numajrí, ale další vlády nedokázaly obnovit v zemi pořádek. Až v roce 2005 byla mírovou smlouvou z Nairobi ukončena druhá občanská válka. V 21. století zemí otřásají především konflikty v Dárfúru a se sousedním Čadem. Jižní Súdán se nepodařilo po uplynutí lhůty stanovené mírovou smlouvou udržet a roku 2011 vyhlásila země na Súdánu nezávislost.

## Kúš

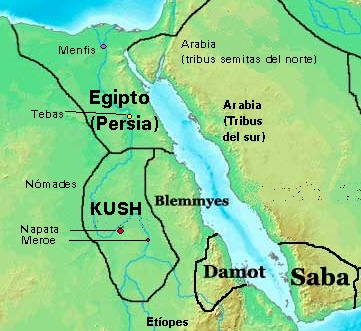
Egypt, Arábie a Súdán kolem roku 400 př. n. l.

Nejstarší záznamy o jižním Súdánu pocházejí z egyptských zdrojů, který je nazýván Kúš a popisován jako země chudá. Po více než dva tisíce let po pádu Staré říše se politické i ekonomické aktivity Egypta soustředily v oblasti středního Nilu. Dokonce i během přechodných období, kdy egyptská moc v Kúši upadla, si egyptská kultura a náboženství v oblasti udržovaly silný vliv.[zdroj?]
Během staletí se v oblasti rozvinul čilý obchod. Karavany z Egypta do Kúše dodávaly obilí a nazpět do Asuánu dovážely slonovinu, kadidlo, kůže a karneol, kámen ceněný ve šperkařství a pro výrobu hrotů šípů. Egyptští obchodníci také zvláště oceňovali núbijské zlato a otroky, kteří poté pracovali jako domácí sluhové a jako vojenští otroci ve faraónově armádě, otrokyně pak jako konkubíny. Během Staré říše do Kúšitského království pronikaly opakovaně egyptské vojenské výpravy. Egyptská Střední říše na Núbii zaměřila mimořádnou pozornost a faraonu Senusretu III. se značnou část jejího území podařilo podmanit. Ze strany Egypťanů byly pokusy udržovat za svými jižními hranicemi stálou přítomnost; Egypťané vybudovali síť pevností podél toku Nilu až k Samně v jižním Egyptě, aby si střežili přísun zlata z núbijských zlatých dolů.

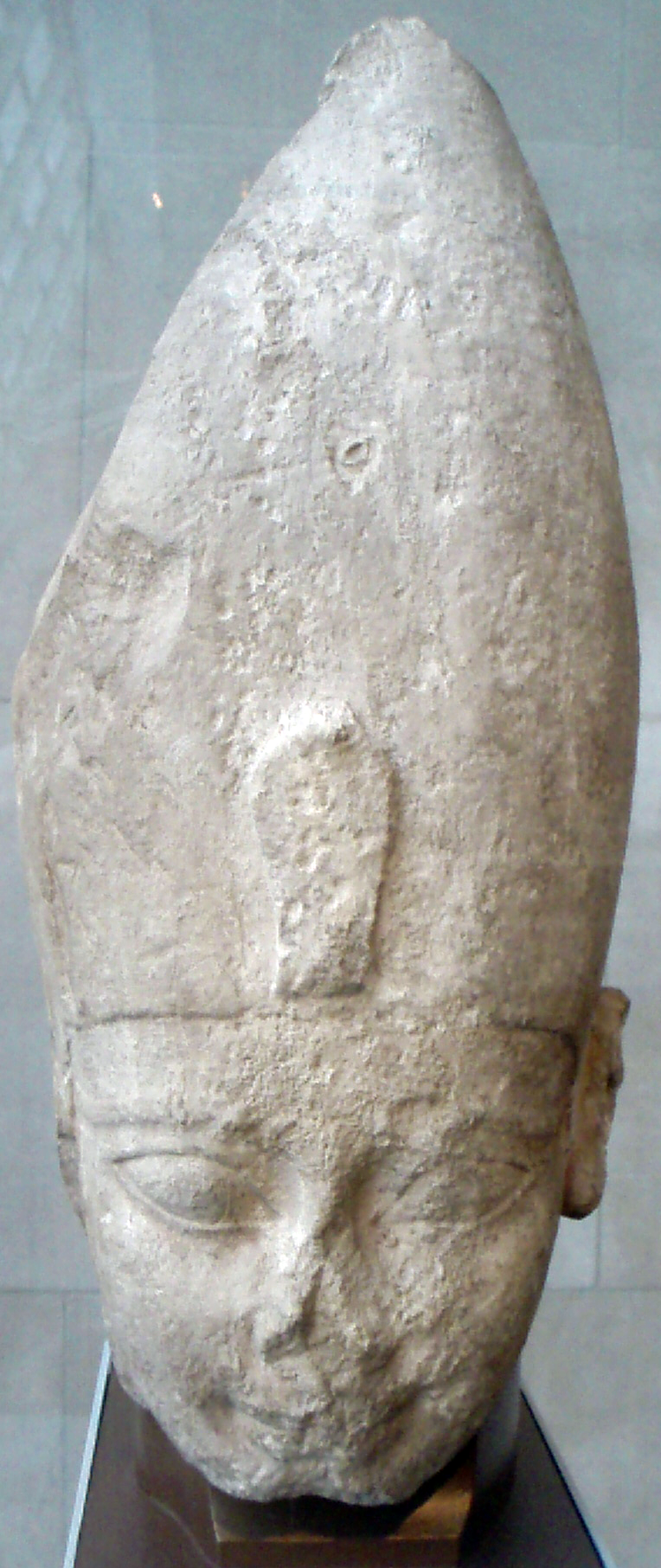
Ahmós I., podmanitel Kúše

Kolem roku 1720 př. n. l. dobyli egypt asijští nomádi Hyksósové, kteří tak vyvrátili Střední říši a zničili ponilské pevnosti. Asijským dobyvatelům se však nepodařilo ovládnout celý Egypt; Horní Egypt se stal útočištěm vypuzené 18. dynastie, která, ač formálně svobodná, však musela platit hyksóským faraónům tribut. Mocenské vakuum, které vzniklo v Núbii úpadkem egyptské moci, zaplnilo místní, kulturně odlišné království s centrem v al-Karmě, poblíž dnešní Dongoly. Když vládcové Horního Egypta zahájili ozbrojený odpor proti Hyksósům, hyksóský faraón Apopi se snažil vyjednat spojenectví s nezávislým vládcem Kúše, avšak ten se k boji proti hornoegyptskému vládci Kamosovi nepřipojil. Poté, co Egypťané vyhnali Hyksósy a vybudovali Novou říši, zaměřili svou pozornost opět na Núbii, jejímž ovládnutím Nová říše sledovala zabezpečením jižních hranic, pokud by byl Egypt znovu napaden z Asie, aby se Egypťané nemuseli obávat otevřením další fronty na jihu. První faraon Nové říše Ahmose I. Kúš napadl a teprve po dvou neúspěšných taženích se mu podařilo Kúš podrobit. Kúš se stala egyptskou provincií spravovanou egyptským místokrálem. Místokrál měl značné pravomoce a představoval silnou oporu královské moci v Egyptě. Ačkoliv egyptská přímá správní moc sahala k jihu pouze ke čtvrtému nilskému kataraktu (Núbie byla rozdělena na dvě administrativní oblasti: Wówet, rozkládající se od 1. ke 2. kataraktu a Kúš rozkládající se ke čtvrtému) egyptské zdroje se zmiňují o oblastech až k Rudému moři a na jih proti proudu Modrého a Bílého Nilu, která platila Egyptu tribut. Egyptští představitelé si zajistili loajalitu místních vládců odváděním jejich dětí do služeb egyptského královského dvora. Núbijský jih platil Egyptu tribut ve zlatě a otrocích.

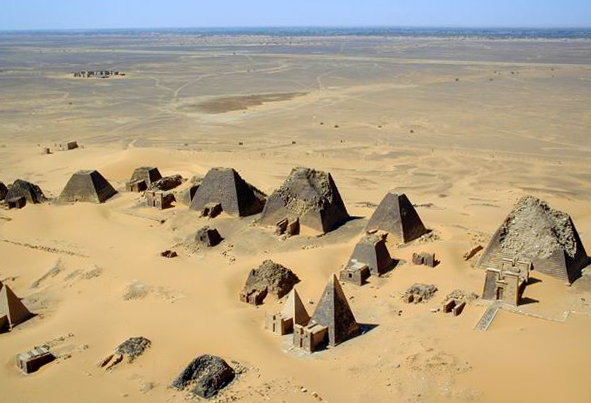
Letecký pohled na núbijské pyramidy v Meroe (2001)

Jakmile Egypt zajistil svou kontrolu nad kúšitským územím, kromě vojáků začali do země proudit také kněží, úředníci, obchodníci a řemeslníci, kteří se zde usadili. Egyptština se tak stala jazykem v každodenním styku a mnozí kúšitští aristokraté se přiklonili k egyptským bohům, kterým stavěli chrámy. Egypťané do Núbie přinesli také svojí architekturu, stavěli pevnosti a chrámy, a to nejen egyptským, ale také místním bohům. Chrámy zůstaly centrem oficiálního kultu až do příchodu křesťanství v 6. století. V Núbii se také podle egyptského vzoru začaly budovat pyramidy. Když započal v oblasti upadat egyptský vliv, převzala iniciativu kúšitská aristokracie, chopila se moci a sama se stala nositelem egyptské kultury a náboženství.
V 11. století př. n. l. moc Nové říše zeslábla a říše se počala rozpadat, což umožnilo Kúšitské říši se osamostatnit. Po následující tři staletí neexistují žádné zprávy o vývoji a událostech v Núbii. V 8. století př. n. l. však Kúšitské království bylo nezávislým mocným státem s centrem v Napatě s královskou dynastií sledující tvrdou expanzivní zahraniční politickou linii a která pomalu uplatňovala svůj vliv i v Egyptě. Králi Pianchimu se podařilo dobýt Mennofer a přinutit egyptské aristokraty, aby se mu poddali. Ačkoliv Pianchi Mennofer vzápětí znovu ztratil, jeho bratr Šabakó dobyl celou deltu Nilu a prohlásil se egyptským vládcem; Núbijští panovníci tak v Egyptě vládli celé století jako 25. dynastie. Aktivita egyptské zahraniční politiky v oblasti dnešní Sýrie vedla ke konfliktu mezi Egyptem a Asýrií. Na sklonku své vlády roku 671 př. n. l. vpadl do Egypta asyrský král Asarhaddon. Asarhaddon dobyl celý Egypt a sesadil 25. dynastii. Poslední núbijský faraon Taharka uprchl před Asyřany z Egypta a svůj dvůr přesunul do starého kúšitského hlavního města Napaty, kde nadále vládl v bývalých jižních a východních částech Egypta. Pozdějšímu asyrskému králi Aššurbanipalovi se sice podařilo postoupit jižně až do Théb, nicméně Asyřané zde své pozice neudrželi a stáhli se zpět do delty Nilu.

## Meroe

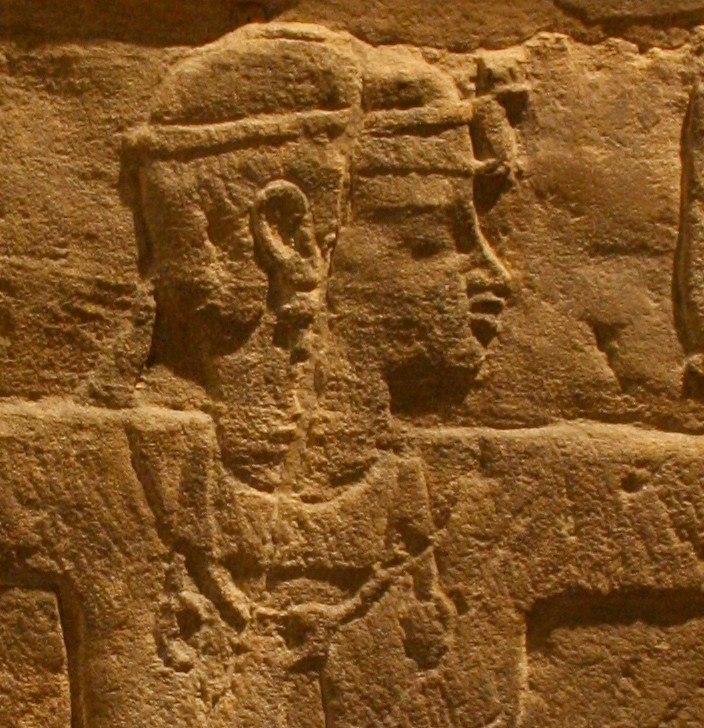
Reliéf Kandake z Meroe Amanitory

Přestože Egypťané znovuzískali kontrolu nad svou zemí, nové dynastii se nepodařilo obnovit egyptskou svrchovanost nad kúšitským územím. Kolem roku 300 př. n. l. se hlavní město přesunulo do Meroe mezi 5. a 6. kataraktem, ačkoliv Napata dále zůstala významným náboženským a kulturním centrem země. Po několik dalších staletí se tak Merojské království vyvíjelo nezávisle na Egyptu, který dobyl napřed roku 525 př. n. l. perský velkokrál Kambýses II., poté roku 332 př. n. l. Alexandr Veliký. Následně roku 30 dobyl Alexandrii Gaius Octavius a Egypt prohlásil římskou provincií. Během 3. a 2. století př. n. l. bylo Merojské království na vrcholu moci a jeho území sahalo od třetího kataraktu na severu až na jih k Sobě, ležící poblíž dnešního súdánského hlavního města Chartúmu.
Merojské království stále udržovalo staré egyptské tradice, v hlavním městě byl vybudován Amónův chrám. a mezi merojskými vládci přetrvaly rovněž staré faraonské tradice; nechávali vztyčovat stély, kde byla zaznamenány jejich vladařské úspěchy a nechávali budovat pyramidy, ve kterých byli králové a aristokraté pohřbíváni. Tyto objekty a zbytky dalších staveb, paláců, chrámů a lázní v Meroe ukazuje na centralizovaný stát, který zaměstnával zručné řemeslníky a disponoval značnými lidskými zdroji. Propracovaný zavlažovací systém oblasti dovolil uživit větší počet obyvatel, než bylo možné v pozdějších dobách. Egyptská kultura však začala časem upadat a s ní i znalost egyptštiny, na její místo nastoupilo merojské písmo, které užívalo egyptský systém psaní pro původní s núbijštinou spřízněné jazyky, které byly později v oblasti užívané. Později se v Meroe vyvinula svérázná kultura, jež v sobě snoubila místní africké tradice s řecko-římskou civilizací, přijímanou prostřednictvím Egypta. Nástupnický systém nebyl v merojské monarchii bezvýhradně dědičný; králem se zřejmě stával nejváženější člen matriarchální královské rodiny. Pro hladký průběh volby nového panovníka byla nezbytná úloha královniny matky. Zdá se, že královská koruna koruna přecházela z krále na královnina bratra, či sestru a jen v případě, že král byl jedináček, přešla koruna na jeho potomka.[zdroj?]

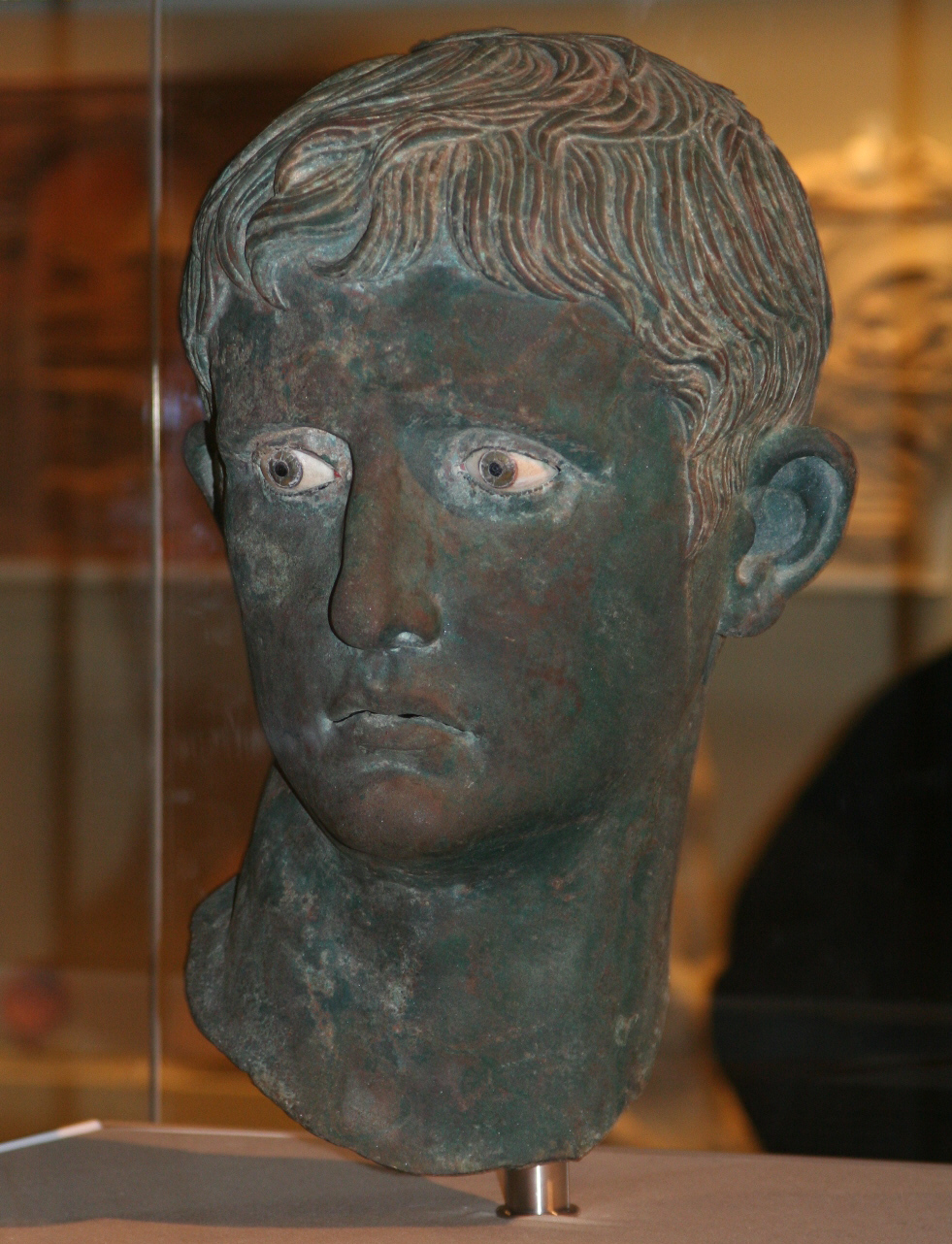
Busta římského císaře Augusta nalezená v Meroe

Ačkoliv Napata zůstala merojským náboženským centrem, severní Kúš nakonec upadl do chaosu, který nastal po vpádu Blemmjů, divokých nomádů pocházejících z území na východ od Nilu. Avšak Nil nadále zůstal přístupovou cestou do středomořského světa. Merojské království navíc udržovalo styky s arabskými i indickými obchodními trasami podél Rudého moře a přijímalo tak do své kultury hellénské i indické prvky. Avšak vztahy Meroe a římským Egyptem nebyly vždy poklidné. Jako odvetu za merojské nájezdy do Horního Egypta roku 23 př. n. l. vpadly římské legie o síle 10 000 pěších legionářů a 800 jezdců pod velením prefekta Gaia Petronia do Núbie, rozprášily armádu núbijské Kandaké ve dvou bitvách a vypálily Napatu. Kandaké posléze kapitulovala a Římané se z Núbie stáhli zpět do Egypta, čímž si Kúš udržela nezávislost.
Meroe se později z nájezdu vzpamatovala a při jednom z dalších nájezdů roku 24 př. n. l. se Núbijcům podařilo v egyptských městech ukořistit velké množství soch císaře Augusta; takových soch bylo po celém impériu nesčetně a hlásaly neomezenou moc Římské říše a císaře. Mnohé z ukořistěných soch se Římanům podařilo získat zpět, avšak hlava jedné ze sochy byla pohřbena pod schody chrámu Vítězství v Meroe, aby tak příchozí do chrámu na císaře symbolicky šlápli.
V roce 60 vyslal císař Nero expedici do Meroe (tj. Súdánu). Expedice se skládala z pretoriánských jednotek pod velením dvou centurionů a dorazila až do jižního Súdánu, do oblasti Suddu k Viktoriinu jezeru.
Merojské království nakonec rozvinulo výnosný obchod s Římem a Středomořím. Nicméně v prvním, či druhém století začala Meroe jako mocnost upadat, oslabována válkou s římským Egyptem a úpadkem tradičních řemesel. Ve druhém století obsadili západní břeh Nilu v severním Kúši Nobatové. Ti se postupem času smísili s původní merojskou populací a v Meroe se prosadili jako vojenská aristokracie. Až do počátku 5. století Římané Nabaty podporovali, neboť představovali nárazník mezi Egyptem a Blemmji. Mezitím však začala moc starého Merojského království upadat v důsledku expanze mocného etiopského Aksumu na východě, ale také pod tlakem Blemmjů, kteří spolupracovali s Aksumem. Roku 350 aksumský král Ezana dobyl a srovnal se zemí město Meroe, vyvrátil samostatné Merojské království a jeho území sahající až k dnešnímu jižnímu Egyptu připojil k Aksumské říši.

## Křesťanská Núbie

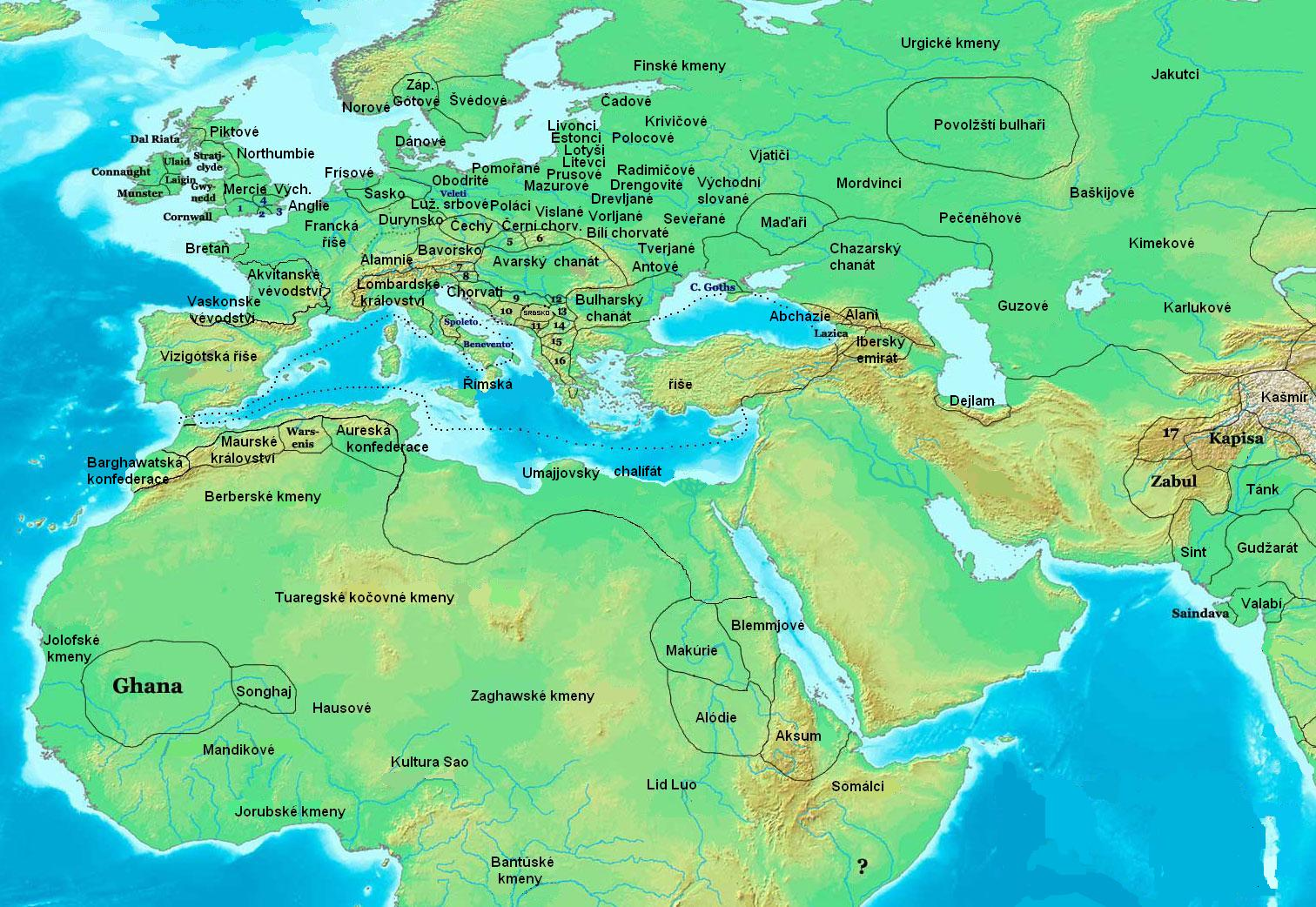
Evropa, Afrika a Blízký východ kolem roku 700

Ve 4. století se na troskách Meroe zformovaly tři státy: Nobatie, Makúrie a Alódie.

### Nobatie
Nobatie ležela nejseverněji, na území dnešního Egypta. V době uzavření chrámu Isis ve Philae, kam měli přístup i núbijští poutníci, východořímským císařem Justiniánem I. v Nobatii vládl král Silko, který sympatizoval s křesťanstvím. Ten také získal za spojence Justiniánova generála Narsa v boji proti pohanským nomádům Blemmjům. Ačkoliv většina Núbie v té době zůstávala ještě pohanská, křesťanství v Nobatii zapouštělo kořeny od chudších vrstev v hlavním nobatském městě Pachoras. Z cizinců byli nositeli nového náboženství především egyptští obchodníci. Křesťanství se postupem času rozmohlo ve dvou velkých centrech Nobatie: Pachorasu a Qasr Ibrímu.

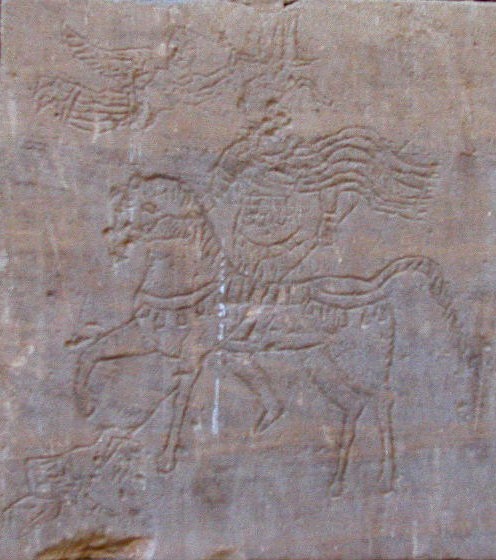
Zpodobnění nobatijského krále Silka na koni (Chrám v Kalábše)

Po uzavření philaeského chrámu byli z byzantské říše do Núbie vysláni misionáři, a to jak ortodoxní, tak i monofyzitští, aby Núbijce obrátili na křesťanství. Monofyzitskou misi do Nobatie vedl Julián a biskup z Philae Theodoros, kteří roku 543 dorazili do Nobatie a o dva roky později 545 pokřtili zdejšího krále. Nobatijské elity však dost možná křesťanství mohly vyznávat ještě dříve. Christianizace nebyla nárazovou událostí; pohanské chrámy a praktiky v zemi přetrvávaly po další dvě staletí.
Nobatie byla první z núbijských středověkých států, která ztratila nezávislost. Za vlády makúrijského krále Merkuria byla Nobatie připojena k Makúrii jako provincie v čele s eparchou.
Ve všech třech královstvích vládla vojenská aristokracie z královských dvorů merojskému obyvatelstvu. Núbijští vládcové se snažili napodobit okázalý byzantský dvůr a přijímali proto řecké tituly.[zdroj?] Církev uznávala kněžství núbijských králů a potvrzovala legitimitu královské dynastie.[zdroj?] Na druhou stranu králové chránili církevní zájmy. Role královny matky při nástupnictví na trůn navazovala na merojskou matriarchální tradici.[zdroj?]

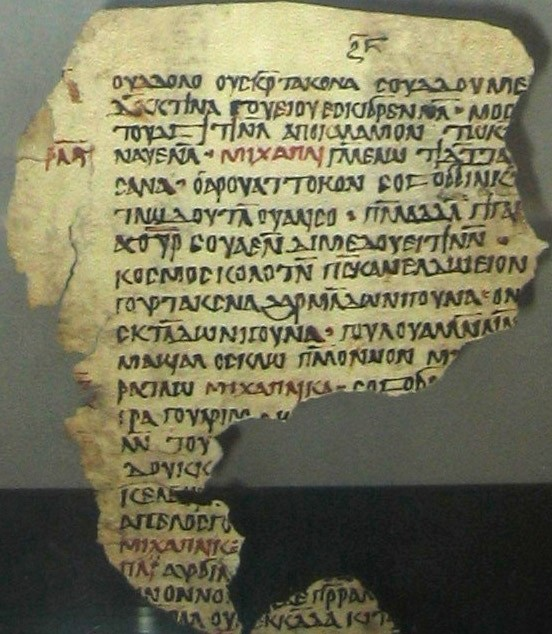
Strana ze staronúbijského překladu Liber Institutionis Michaelis Archangelis z 9.–10. století, nalezeného v Kasr Ibrimu a nyní umístěného v Britském muzeu

Nejranější zprávy o núbijských nástupnických státech pocházejí od řeckých a koptských autorů, kteří podávají zprávy o christianizaci Núbie v 6. století. Podle tradice do země dorazili misionáři vyslaní byzantskou císařovnou Theodorou I. a začali šířit evangelium kolem roku 540. Je možné, že proces christianizace započal již dříve díky koptským misionářům z Egypta. Vládcové Alódie a Nobatie přijali monofyzitismus pocházející z Egypta a orientovali se proto na koptského patriarchu v Alexandrii, zatímco Makúrie přijala ortodoxní byzantský ritus; později se však přiklonila k monofyzitismu také. Biskupové jmenovaní a vysvěcení patriarchou v Alexandrii řídili aktivity núbijské církve a měli významný vliv i na světskou moc. Protože ženy mohly nastoupit na trůn, úspěšní vojevůdci, kteří nepocházeli z královské dynastie se mohli na trůn dostat prostřednictvím svatby s korunní princeznou.[zdroj?]

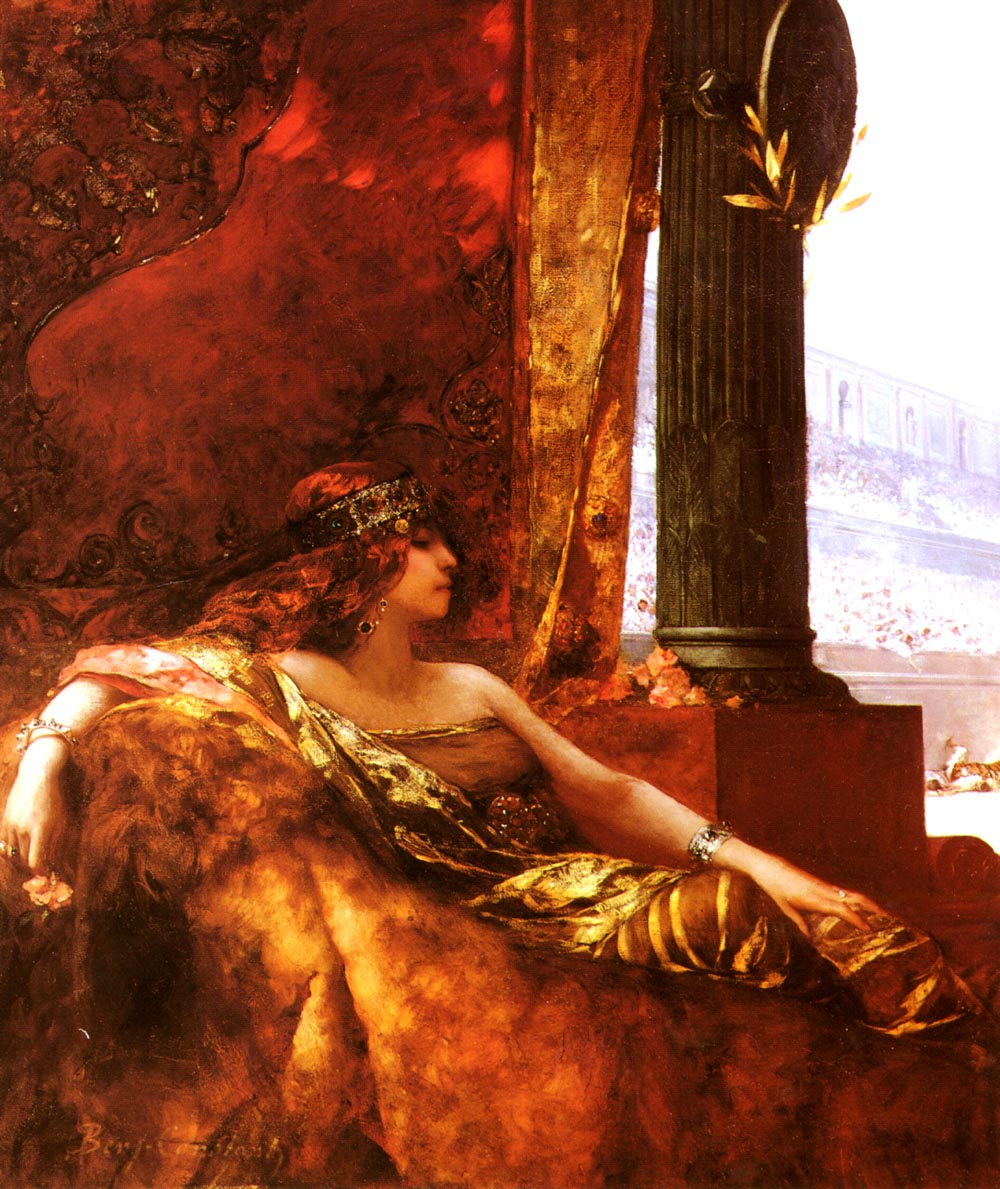
Benjamin Constant: Císařovna Theodora, jejíž misionáři pokřtili núbijské krále

Christianizace znovuotevřela Núbii cestu do Středomoří a umožnila obnovení kulturních vztahů s Egyptem. Církev díky svým vzdělaným egyptským kněžím, klášterním a katedrálním školám zvyšovala úroveň vzdělanosti. Jako liturgický jazyk se nakonec prosadila řečtina, která postupně núbijské jazyky, psané vlastní abecedou se starými meroejskými i koptskými znaky, zatlačila do pozadí. Koptština se však také často vyskytuje ve světských dokumentech. Rané nápisy také ukazují na to, že se řečtina jako hovorový jazyk v Núbii udržela až do 12. století – poslední řecký nápis pochází z roku 1181. Po vzestupu islámu začala na důležitost nabývat i v Núbii arabština, zvláště v obchodním styku.
Navzdory pádu křesťanského Egypta do arabských roku 640 rukou a jeho islamizaci se království podařilo s Araby uzavřít mírovou smlouvu zvanou bakt. Muslimští Arabové však v Egyptě zůstali pro Núbii trvalou hrozbou. Ještě v 7. století království Makúrie obsadilo Nobatii, která se stala provincií v čele s eparchou. Ačkoliv Arabové brzy vzdali pokusy o ovládnutí Núbie násilím, muslimská moc v Egyptě značně ztížila kontakt Núbie s alexandrijským patriarchátem i přísun egyptských kněží. Núbijské křesťanské státy tak byly ve výsledku zůstaly zcela odříznutí od zbytku křesťanského světa.

## Vzestup islámu

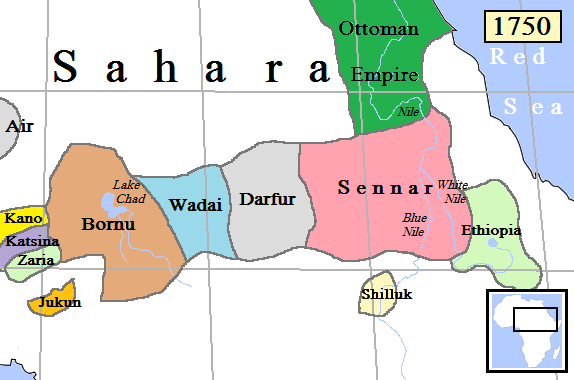
Mapa východní Afriky v polovině 18. století

Muslimští Arabové roku 640 dobyli Egypt a muslimové se poté stočili na jih;kolem roku 641 egyptský místodržící podnikl vpád daleko do núbijského jihu až k Dongole, hlavnímu městu Makúrie. Muslimové se v Núbii setkali s tuhým odporem núbijských obránců, ale také získali jen velmi malou kořist. Arabové proto byli svolní s Makúrií uzavřít mírové smlouvy známé jako bakt. Tato mírová smlouva zůstala v platnosti po sedm set let. Makúrijské území mezi Nilem a Rudým mořem bylo bohatým zdrojem zlata a smaragdů, do oblasti se proto přistěhovalo mnoho arabských zlatokopů. Hlavními prameny o Núbii tohoto období jsou arabští cestovatelé; kolem roku 970 do Dongoly cestoval arabský vyslanec Ibn Sulajm, jehož později sepsané dílo je dnes hlavním pramenem ke studiu tohoto období núbijských dějin. Navzdory baktu byl však severní Súdán postupně islamizován a arabizován. Království Makúrie padlo ve 14. století, Alódie o něco později.

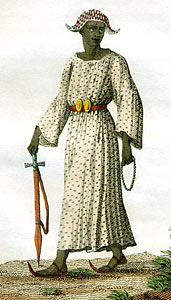
Portrét sennarského krále (1821)

Núbie však zabírá jen severní část dnešního Súdánu; o dějinách jižního Súdánu je dnes známo daleko méně. Zdá se, že jižní Súdán byl domovem různých polokočovných kmenů, kteří neznali moderní systém vlády. Súdánský jih zůstal pohanský a také odtud získávali Núbijci ze severu své otroky. V 16. století jeden z těchto kmenů – Fundžové – přitáhli na sever, dobyli Núbii a sjednotili ji do Sennarského království. Fundžští sultánové rychle přestoupili k islámu a ten se postupně rozšířil mezi prosté Fundže. Přibližně v téže době na západě povstal Dárfúrský sultanát. Mezi Sennarem a Dárfúrem se v horách Núba rozkládalo Takalské království.
Súdánská ekonomika byla feudální s velkým počtem otroků, kteří pracovali pro vládnoucí fundžskou vrstvu. Fundžové obchodovali s celou oblastí a pro své království tak získali značně bohatství.

## 19. století

### Osmanský Súdán
V letech 1820–1821 osmanská vojska dobyla a sjednotila severní část země. Nová vláda byla známa jako Turkija, čili turecký režim. Turci hledali nové trhy pro své obchodníky a také nová naleziště přírodních zdrojů. Suddské močály plné nemocí však odrazovaly Turky od další expanze na jih. Ačkoliv si území Súdánu po většinu 19. století nárokoval Egypt a v jižním Súdánu zřídil provincii Ekvatoria, nebyli Egypťané schopni efektivně ovládnout celý Súdán, který tak zůstal rozdroben pod vládou různých kmenů, které byly často pod útoky lovců otroků. Později v 19. století začali do oblasti Suddu pronikat z dnešní Keni britští misionáři, kteří místní kmeny obrátili na křesťanství.
V 70. letech 19. století evropské zásahy proti obchodům s otroky způsobily v Súdánu ekonomickou krizi, která tak urychlila vzestup mahdistických sil.

### Mahdismus a kondominium

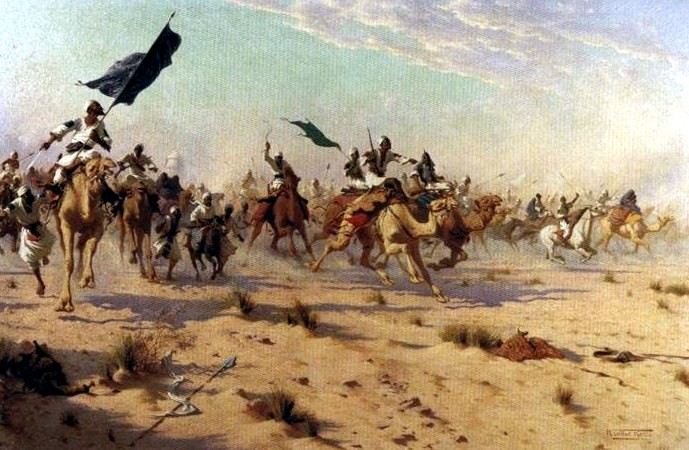
Súdánské jezdectvo v bitvě u Omdurmánu

V roce 1881 se náboženský vůdce jménem Muhammad ibn Abdulláh prohlásil „mahdím“, postavil vojsko z propuštěných otroků, vojenských zběhů, rolníků i nomádů a započal válku za sjednocení za sjednocení kmenů v západním a středním Súdánu. Jeho stoupenci si začali říkat arabsky „ansár“ (následovníci). Mahdí využil poměrů panujících v Súdánu, osmansko-egyptského vykořisťování a korupce a jeho nacionalistické povstání vyústilo až v pád Chartúmu 26. ledna 1885. Prozatímní egyptský guvernér Súdánu, britský generálmajor Charles George Gordon (tehdy bylo běžné, že egyptským vojskům veleli zkušení evropští žoldnéři a dobrodruzi) a mnozí z obyvatel padesátitisícového Chartúmu byli zavražděni, evropští i egyptští úředníci byli vyhnáni ze země a mahdí se stal pánem většiny Súdánu.
Mahdí zemřel v červnu 1885 a jeho nástupce Chalífa Adbulláh započal s expanzí súdánského území směrem do Etiopie. Britové se rozhodli požádat Etiopii o pomoc proti mahdistickým vojskům i asistenci při evakuaci Egypťanů a Evropanů ze Súdánu, za což etiopskému císaři Yohannisovi IV. nabídli volný obchod v britských državách a územní ústupky. Císař nabídku přijal a zahájil operace proti Súdánu. V roce 1898 byly do Súdánu vyslány anglo-egyptské sbory vedené lordem Kitchenerem, které 2. září u Omdurmánu rozdrtily súdánskou kavalerii. Roku 1898 Egypt a Velká Británie podepsali Dohodu o kondominiu; Súdán se stal kondominiem pod anglo-egyptskou správou již v hranicích současného Súdánu.

### Evropská kolonizace

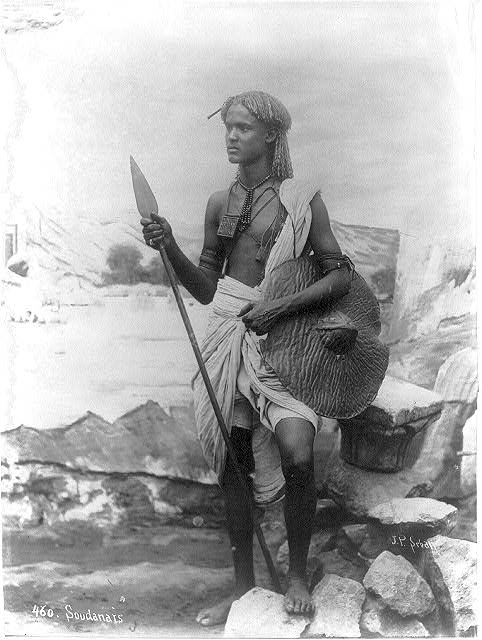
Domorodý súdánský válečník (1920–1930)

Roku 1892 prohlásila belgická expedice jižní části Súdánu belgickým územím, které se stalo známé jako Enkláva Lado. Enkláva byla oficiálně součástí Svobodného konžského státu a posléze od roku 1908 Belgického Konga; po smrti belgického krále v roce 1910 Leopolda II. předali enklávu Belgičané Britům. V té době Francouzi do Súdánu podnikli několik expedic a nárokovali si několik oblastí: Bahr al-Ghazál a západní Horní Nil až k Fašodě. Roku 1896 nad oblastmi upevnili svou správu a plánovali je připojit k Francouzské Západní Africe. Nastávající konflikt s Velkou Británií, známý jako Fašodská krize, však francouzské plány zhatil a v roce 1899 Francouzi přiznali území Britům.

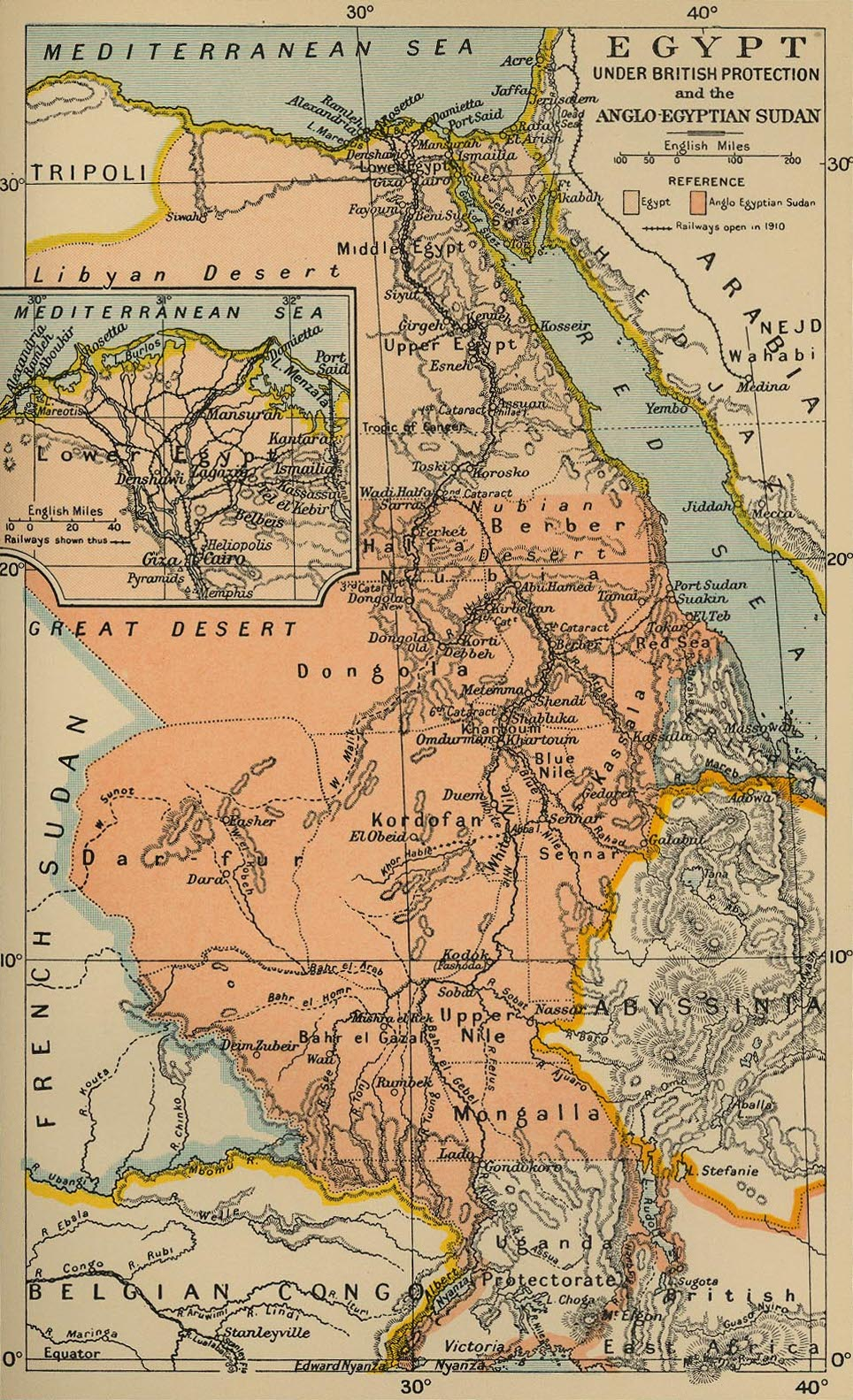
Anglo-egyptský Súdán

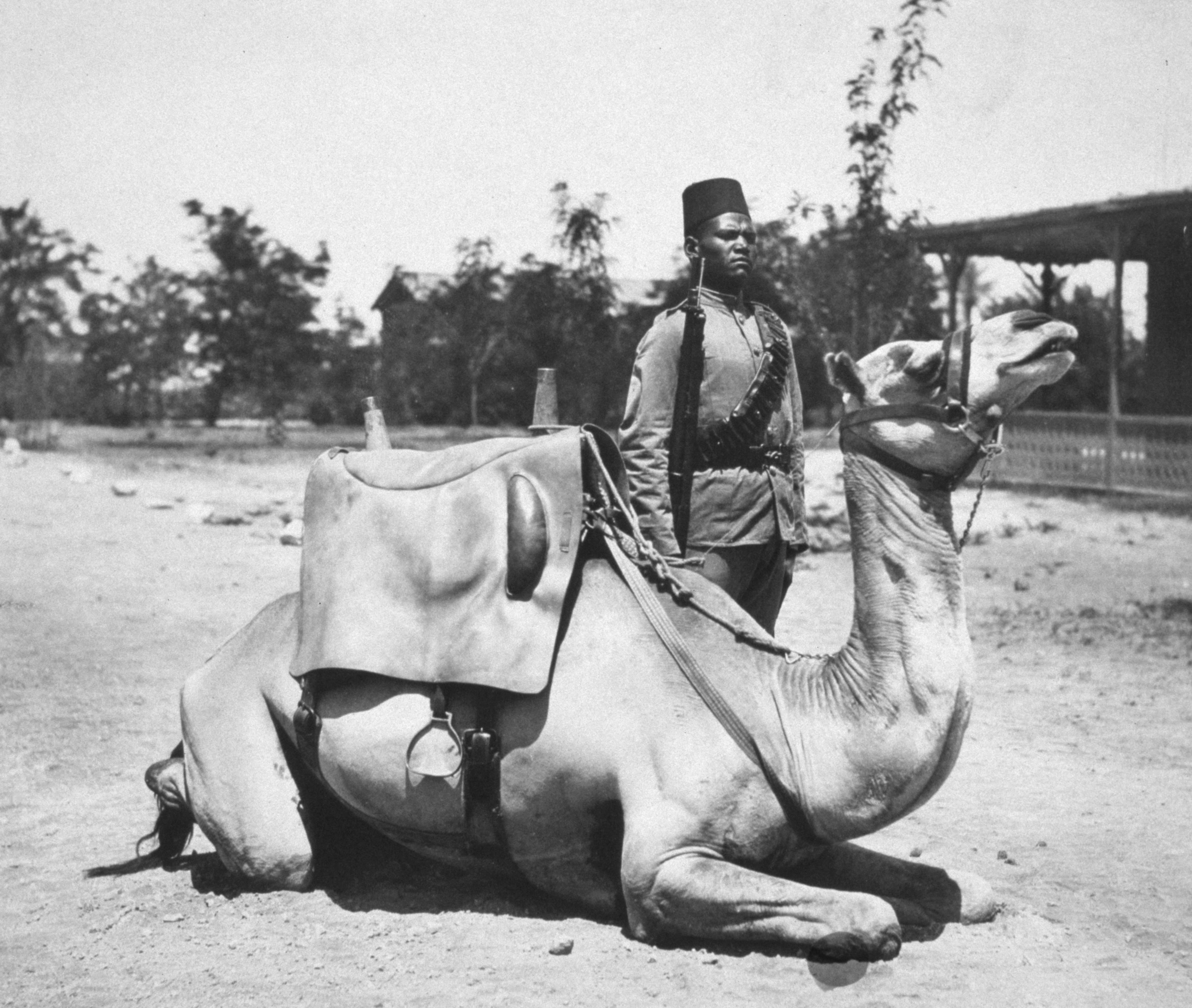
Súdánský příslušník britské armády (1900–1920)

Od roku 1898 bylo celé území dnešního Súdánu přetvořeno v Anglo-egyptský Súdán; ačkoliv jižní a severní Súdán byly kvůli kulturním, náboženským a geografickým rozdílům spravovány jako dvě oddělené kolonie. Počátkem 20. let 20. století Britové přijali nařízení o uzavřených oblastech (Closed Districts Ordinances), která znamenala, že pro cestování mezi súdánským severem a jihem byly zapotřebí cestovní pasy, pro obchodování mezi zónami byla zapotřebí povolení a administrativa byla kompletně oddělena. Na jihu byly jako úřední jazyky angličtina, dinka, bari, nuer, lakuto, šilluk, azande a pari, zatímco na severu se jako úřední jazyk používala arabština s angličtinou. Mezi severem a jihem byly i náboženské rozdíly; na jihu byl islám potlačován, zatímco křesťanští misionáři měli volné pole působnosti. Guvernéři jižního Súdánu se také koloniálních konferencí účastnili ve východní Africe a nikoliv Chartúmu, jako severosúdánští, a Britové doufali, že budou moci připojit jižní Súdán k Britské východní Africe.
Většina britských zájmů v rozvoji ekonomiky a infrastruktury ležela na severu.[zdroj?] Od plánů na rozvoj jihu Britové upustili ještě než do oblasti přišli a až do 20. let 20. století měli Britové v jižním Súdánu jen velmi malou faktickou moc. Aby si Britové zajistili vliv na severu, posílili moc vůdce sekty Chatmíjja Sajjída Alího al-Mirghaního a vůdce sekty Ansárů Sajjída Abd-al Ráhmána al-Mahdího; Ansárové se později přetvořili ve stranu Umma, zatímco Chatmíjja v Demokratickou unionistickou stranu.
V roce 1943 začali Britové připravovat severní Súdán pro samosprávu; zřídili poradní sbor, který se radil s vládami šesti severosúdánských provincií (Chartúmu, Kordofánu, Dárfúru, Severní, Východní a Modronilské provincie). V roce 1946 však britská vláda přehodnotila svou politiku v Súdánu a rozhodla se pro sjednocení severu a jihu pod společnou vládu. Na džubské konferenci byli o záměrech vlády informováni jihosúdánští představitelé, kteří od té chvíle spadli pod správní pravomoc severu. Od roku 1948 reprezentovalo 13 Brity vybraných delegátů na Súdánském zákonodárném shromáždění.
Mnozí Jižané se však cítili Brity podvedeni, neboť byli do značné míry z účasti na nové vládě vyloučeni. Jazykem nové vlády se stala arabština, ale úřednictvo a politici ze súdánského jihu obvykle uměli anglicky.[zdroj?] Z osmi set nových vládních pozic zřízených Brity v roce 1953 byly pouze čtyři vyhrazeny Jižanům.[zdroj?] Také politická uskupení utvořená na jihu nebyla uskupena na severu a jižanské politické strany a uskupení nebyla zastoupena na různých konferencích a shromážděních, které vznikly v novém súdánském států. V pohledu mnoha Jižanů tak Súdán nepředstavoval legitimní stát.[zdroj?]

## Nezávislost a první občanská válka
V únoru 1953 Spojené království a Egypt uzavřely dohodu o přiznání Súdánu práva na autonomii a sebeurčení. V roce 1954 jmenováním prvního parlamentu započalo přechodné období od autonomie k nezávislosti. Se souhlasem britské i egyptské vlády pak Súdán prvního ledna 1956 vyhlásil nezávislost s prozatímní ústavou. Mezi prvními velmocemi, které uznaly Súdán jako suverénní stát byly Spojené státy. Nicméně Araby ovládaná súdánská centrální vláda v Chartúmu vzápětí popřela své sliby dané černým Jižanům o zřízení federace; to zažehlo vzpouru jižanských armádních důstojníků a vyústila v sedmnáct let trvající občanskou válku (1955–1972). Po vypuknutí konfliktu se mnoho arabských úředníků, učitelů i vojáků v Jižním Súdánu stalo obětí masakru.[zdroj?]
První kabinet ovládala Národně unionistická strana v čele s premiérem Ismáílem al-Azharím, který však byl brzy nahrazen koalicí konzervativních politických stran. V roce 1958 následovalo období hospodářských i politických těžkostí, které paralyzovaly veřejnou správu. Za těchto okolností svrhl v krvavém puči parlamentní vládu náčelník štábu generálporučík Ibrahím Abbúd a nastolil vojenskou diktaturu. Generál Abbúd nesplnil své sliby ohledně návratu Súdánu k civilní vládě, nicméně lidový odpor proti vojenské vládě v říjnu 1964 vedl k vlně nepokojů a vojenská vláda se vzdala moci.
Abbúdův režim byl vystřídán prozatímní vládou až do parlamentních voleb v dubnu 1965, z nichž vzešla vládní koalice strany Umma a národních unionistů; premiérem se stal Muhammad Ahmad Mahdžub. V letech 1966–1969 se v Súdánu vystřídalo několik vlád, které nebyly schopny schválit novou ústavu namísto prozatímní a vypořádat se s roztříštěnou politickou reprezentací, hospodářskou stagnací a etnickými neshodami. V prvních vládách nezávislého Súdánu převažovali Arabové, kteří Súdán viděli jako arabský muslimský stát; koalice Ummy a národních unionistů prosazovala ústavu, která by Súdán definovala jako islámský stát.[zdroj?]

## Numairího éra

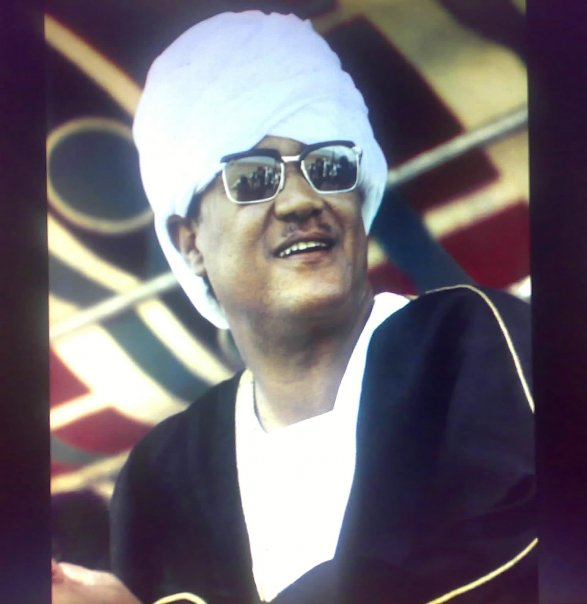
Džafar Muhammad an Numairí

Nespokojenost s režimem vyústila 25. května 1969 v druhý vojenský puč, jehož vůdcem byl plukovník Džafar Muhammad an-Numairí. Ten se převratem dostal do pozice premiéra; nový režim rozpustil parlament a všechny politické strany postavil mimo zákon. Nicméně rozpory uvnitř vojenské vlády mezi marxisty a ostatními vedly v červenci 1971 k rychlému úspěšnému puči vedeným Súdánskou komunistickou stranou. O několik dní později však antikomunističtí důstojníci Numairího dosadili zpět k moci.
V roce 1972 byla díky Adisabebské smlouvě ukončena občanská válka mezi severem a jihem a nastolena samospráva v súdánském jihu.
Až do počátku 70. let bylo súdánské zemědělství zaměřeno z většiny na domácí spotřebu. V roce 1972, kdy se nově nastolená vláda orientovala více pro-západně, vnikly i plány na vývoz potravin a tržních plodin. Nicméně ceny komodit v průběhu 70. let klesaly, což Súdánu přineslo další hospodářské problémy. V té době se úroky z půjček, z nichž se zaplatila mechanizace zemědělství, stále rostly. V roce 1978 se Mezinárodní měnový fond se súdánskou vládou dohodl na program strukturální změny, což dovolilo dále pokračovat s mechanizací zemědělského sektoru. To však způsobilo značné ekonomické potíže súdánským pastýřům.[zdroj?]
V roce 1976 provedli ansárové krvavý, leč neúspěšný pokus o převrat. V červenci 1977 se prezident Numairí sešel s vůdcem ansárů Sadíkem al-Mahdím, čímž se otevřela cesta ke smíru. Byly propuštěny stovky politických vězňů a v srpnu proběhla generální amnestie pro všechny odpůrce Numairího vlády.[zdroj?]

### Dodávky zbraní
Súdán během své novodobé existence závisel při získávání zásob zbraní na rozličném množství zemí. Od počátku vzniku státu armádu trénovali Britové, ale s těmi byly ukončeny styky roku 1967 po arabsko-izraelské šestidenní válce. V té samé době se přerušily i styky se Spojenými státy a Západním Německem.
V letech 1968 až 1972 prodal Sovětský svaz a země východního bloku Súdánu značné množství zbraní, doplněné technickou pomocí a výcvikem. V této době se armáda rozrostla z 18 000 mužů na zhruba 50 000 mužů.[zdroj?] Získala též velké počty tanků, letadel a dělostřelectva. Tyto stroje pak v armádě převládaly až do konce osmdesátých let.
Mezi oběma stranami se zhoršily vztahy po převratu roku 1972 a nová vláda v Chartúmu hledala jiné dodavatele. Avšak Sovětský svaz nadále zásoboval Súdán zbraněmi, a to až do roku 1977, kdy jeho podpora marxistických skupin v Etiopii znepřátelila Súdánce natolik, že zrušili se Sovětským svazem původní smlouvy. Koncem sedmdesátých let se stala hlavním dodavatelem zbraní do Súdánu Čína.
V sedmdesátých letech byl nejdůležitějším spojencem Egypt, zásobující Súdán raketami, osobními transportéry a dalším vojenským vybavením. Vztahy se odrazily také ve vojenské součinnosti mezi oběma státy.
Do Súdánu začaly západní země dovážet vojenské vybavení v polovině sedmdesátých let. Spojené státy začaly prodávat Súdánu větší množství vybavení kolem roku 1976, snažíc se tak zakročit proti sovětské podpoře marxistických Etiopců a Libyjců. Prodeje vybavení vyvrcholily v roce 1982, kdy dosáhly částky 101 milionů dolarů. Po začátku druhé občanské války americká pomoc začala postupně ochabovat, až byla po roce 1987 prakticky zrušena.

## Druhá občanská válka

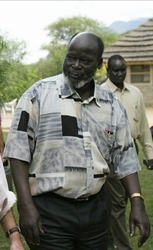
John Garang, vůdce súdánské lidově osvobozenecké armády

V roce 1983 znovu vypukla občanská válka; jižanská Súdánská lidová osvobozenecká armáda ovládla celý súdánský jih. Důvodem byla islamizační politika vlády, která měla krom jiných věcí i zavést islámské právo. Po mnoha letech bojů došlo mezi vládou a skupinami z jižních oblastí Súdánu k dohodě.
6. dubna 1985 svrhla skupina vojenských důstojníků vedená generálporučíkem Abdarrahmánem Siwar ad-Dhahabem dosavadní vládu Numairího, který se uchýlil do Egypta. O tři dny později rozhodl Dhahab o vytvoření patnáctičlenné Přechodné vojenské rady, aby se zajistila dočasná vláda a tím i návrat k demokracii.
V červnu 1986 vytvořil Sadík al-Mahdí koaliční vládu s Ummmou, DUP, NIF a čtyřmi stranami z jižních oblastí. Avšak Sadík se projevil jako slabý vůdce, neschopný efektivně vládnout Súdánu. Jeho režim charakterizovaly vytváření stranických frakcí, korupce, osobní rivalita, skandály a politická nestabilita.[zdroj?] Po necelém roce v úřadě Sadík al-Mahdí vládu rozpustil, protože nebyla schopná vytvořit nový trestní systém, který by nahradil šaríu, dosáhnout dohody s IMF, ukončit občanskou válku ani získat finanční obnosy od Súdánců pracujících v zahraničí. Sadík však znovu vytvořil další nefunkční koaliční vládu, aby si udržel podporu DUP a jižních politických stran.
Roku 1989 se zdálo, že válka konečně skončí, ale další převrat dostal k moci vojenskou juntu, jejíž členové nebyli ochotni dohodnout se na kompromisu. Od té doby v Súdánu válka nadále pokračuje. Válka vyhnala z domovů více než 4 miliony jižních Súdánců. Někteří utekli do jižních měst, například Juby. Jiní odešli dále do Chartúmu či dokonce do Etiopie, Keni, Ugandy, Egypta a dalších sousedních zemí. Tito lidé nebyli schopni si vypěstovat jídlo či vydělat peníze a podvýživa a hlad se tak pro uprchlíky staly běžným jevem. Nedostatek investic do jižních oblastí se projevil podle tvrzení mezinárodních humanitárních organizací ve vytvoření takzvané „ztracené generace“ nemající možnost vzdělání, přístup k základním zdravotnickým službám ani příležitost k výnosnějšímu zaměstnání ve slabých ekonomikách jak na jihu, tak i na severu země.[zdroj?]
Mírová jednání mezi povstalci a vládou dosáhla rozhodnějšího pokroku v roce 2003 a počátkem roku 2004, a to i přesto, že srážky v jižních částech země údajně nadále pokračovaly.[zdroj?] Obě strany se dohodly, že po uzavření konečné mírové smlouvy získá jižní Súdán na šest let autonomii a poté se v jižních oblastech uspořádá referendum o vyhlášení nezávislosti. Dále měly být během tohoto šestiletého období mezi vládou a povstalci rozděleny příjmy z těžby ropy. Schopnost či ochota vlády dodržet tyto podmínky však byly některými pozorovateli zpochybňovány. Krom toho byl během jednání předmětem sporů status tří centrálních a východních provincií. Udržely se i pochyby, zda zastánci tvrdé linie ze severu skutečně nezabrání tomu, aby byla smlouva dodržena.[zdroj?]
Vláda uzavřela konečnou mírovou smlouvu s povstalci 9. ledna 2005 v Nairobi. Podmínky smlouvy byly následující:
- Jižní části získají autonomii na šest let, poté se bude konat referendum o nezávislosti.
- Obě strany konfliktu spojí své ozbrojené složky do jedné armády čítající celkem 39 000 mužů v případě, že referendum rozhodne o zachování společného státu.
- Příjmy z ropných polí se budou dělit rovně mezi jih a sever.
- Obě země budou mít oddělené měny a dvojitý bankovní systém
- Posty a zaměstnání se rozdělí podle různých předem daných poměrů (centrální správa: 70 ku 30, Abyei/Stát Modrého Nilu/pohoří Nuba:55 ku 45, vždy ve prospěch súdánské vlády).
- Islámské právo šaría zůstane nezměněno na severu, na jihu bude o dalším užívání tohoto práva rozhodnuto zvoleným shromážděním.
- Každé území má používat svou vlastní vlajku

## Současné krize a konflikty

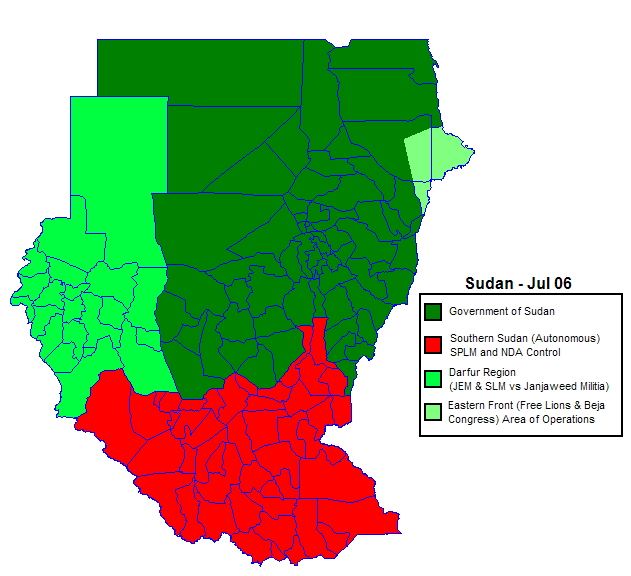
Politická mapa Súdánu k roku 2006:
Súdánská vláda
Jižní Súdán
Dárfúr
Východní fronta

### Dárfúr
Počátkem roku 2003 začalo nové povstání v západní části Dárfúru. Povstalci obvinili vládu ze zanedbávání dárfúrského regionu, avšak není jisté, co rebelové mají za cíl a zda chtějí pro Dárfúr dosáhnout lepší postavení v Súdánu či úplnou samostatnost. Vláda i povstalci byli obviněni ze zvěrstev na obyvatelstvu, i když většina viny padla na arabské milice (Džandžavíd) spojené s vládou. Povstalci uvedli, že tyto milice byly zapojeny do etnických čistek v Dárfúru a že boje vyhnaly z domovů statisíce lidí, kteří utekli do sousedního Čadu. Počátkem roku 2004 vláda vyhlásila vítězství nad rebely poté, co vládní jednotky obsadily město Tine na hranicích s Čadem. Násilí však přesto pokračuje a humanitární situace k roku 2005 zůstávala nadále velmi špatná.[zdroj?]

### Čadsko-súdánský konflikt
Čadsko-súdánský konflikt oficiálně začal 23. prosince 2005, když vláda Čadu vyhlásila Súdánu válku a vyzvala občany Čadu, aby se připravili na boj proti společnému nepříteli. Těmi jsou dle čadské vlády příslušníci Hnutí za demokracii a svobodu, čadští rebelové podporovaní súdánskou armádou, a súdánští milicionáři. Tyto ozbrojené skupiny zaútočily na vesnice a města ve východním Čadu, kde kradli dobytek, zabíjeli obyvatele a zapalovali domy. Přes 200 000 uprchlíků z Dárfúru se nyní domáhá azylu ve východním Čadu.[zdroj?] Čadský prezident Idriss Déby obvinil súdánského prezidenta Omara Hasana Ahmada al-Bashira ze snahy o „destabilizaci naší země, aby byl náš lid dohnán do bídy a o vývoz války z Dárfúru do Čadu.“[zdroj?]
Útok na čadské město Adré poblíž súdánské hranice vedl podle navzájem si odporujících zpráv ke smrti stovky až tří set rebelů. Za tento útok, který byl již druhým takovým v oblasti během tří dnů, byla činěna zodpovědná súdánská vláda, avšak mluvčí súdánského ministerstva zahraničí Jamal Mohammed Ibrahim jakékoliv zapojení Súdánu popřel: „Nechceme další vyhrocení vztahů s Čadem. Odmítáme jakékoliv zapojení do čadských vnitřních záležitostí.“ Tento útok byl poslední kapkou. Následně došlo k čadskému vyhlášení války a k údajnému rozmístění čadských leteckých jednotek v súdánském vzdušném prostoru, to však vláda Čadu popírá. Konflikt byl ukončen 15. ledna 2010 podepsáním mírové smlouvy.

### Nezávislost Jižního Súdánu
Na základě mírové smlouvy z ledna 2005 v Nairobi se v Jižním Súdánu v lednu 2011 konalo referendum o nezávislosti tohoto území. Takřka 99% hlasujících se rozhodlo pro vyhlášení nezávislosti. 9. července 2011 následně Jižní Súdán oficiálně vyhlásil odtržení od Súdánu. Mezi oběma zeměmi však došlo několikrát k ozbrojeným srážkám kvůli sporným pohraničním oblastem, jež jsou významné pro oba státy vzhledem ke zdejším nalezištím ropy.